# 多花微孔草
多花微孔草（学名：Microula floribunda）是紫草科微孔草属的植物，是中国的特有植物。分布于中国大陆的青海、四川、西藏等地，生长于海拔3,300米至3,800米的地区，常生长在灌丛中、山地草坡或河边多砾石草地，目前尚未由人工引种栽培。